# Aktion Rumpelkammer
| Fallbezeichnung:               | Verfassungsbeschwerden gegen Entscheidung der Zivilgerichte |
| Geschäftszeichen / Fundstelle: | 1 BvR 241/66 – BVerfGE 24, 236                              |

| Gebhard Müller, Erwin Stein, Theodor Ritterspach, Karl Haager, Werner Böhmer, Hans Brox, Wolfgang Zeidler |

| keine |

Unter dem Namen Aktion Rumpelkammer, auch Lumpensammlerfall, ist ein Beschluss des Ersten Senats des deutschen Bundesverfassungsgerichts aus dem Jahr 1968 bekannt. Die Entscheidung versteht den persönlichen und sachlichen Schutzbereich der Religionsfreiheit, Art. 4 GG, sehr weit und ist damit bis heute richtungsweisend.

## Fall
Die Katholische Landjugendbewegung Deutschlands, damals ein nichtrechtsfähiger Verein, veranstaltete im gesamten Bundesgebiet die „Aktion Rumpelkammer“, die dem Beschluss seinen Namen gab. Der Verein sammelte gebrauchte Kleidung, Lumpen und Altpapier, um mit dem Erlös des Weiterverkaufs – mehrere Millionen DM – Landjugendbewegungen in armen Ländern zu unterstützen. Die einzelnen Aktionen wurden nicht nur durch Presseveröffentlichungen bekannt gemacht, sondern auch von katholischen Geistlichen im Gottesdienst von der Kanzel beworben.
Der Betrieb eines gewerblichen Lumpensammlers litt erheblich unter der „Aktion Rumpelkammer“. Nicht nur erhielt er keine Lumpen mehr, sondern konnte auch sein gesammeltes Material „wegen Übersättigung des Marktes nicht absetzen“. Daher ging er juristisch gegen die Landjugend vor. Das Landgericht Düsseldorf verurteilte daraufhin die Landjugendbewegung, „es zu unterlassen, ihre Altmaterialsammlung durch Werbung von der Kanzel der katholischen Kirche vorzubereiten“. Diese Art der Werbung verstoße als Wettbewerbshandlung gegen die guten Sitten, „weil sie die Katholische Kirche und damit eine wettbewerbsfremde Autorität, auf deren Empfehlungen die Umworbenen gewöhnlich zu hören pflegten, für ihre Werbung eingespannt habe“. Sie habe sich „unter Ausnutzung der seelsorglichen Ausstrahlungskraft einer Kanzelverkündigung einen ungerechtfertigten Wettbewerbsvorteil verschafft, der ihren Mitbewerbern nicht zu Gebote stehe“. Hiergegen erhoben sowohl der Lumpensammler als auch die Landjugendbewegung Verfassungsbeschwerde zum Bundesverfassungsgericht.

## Entscheidung
Die Verfassungsbeschwerde des Lumpensammlers sah das Gericht bereits als unzulässig an. Auf die Verfassungsbeschwerde der Landjugendbewegung hob das Bundesverfassungsgericht das Urteil des Landgerichts Düsseldorf auf. Indem das angefochtene Urteil für das Verbot der Kanzelabkündigung nur Gesichtspunkte des geschäftlichen Verkehrs für maßgeblich halte, verkenne es die Ausstrahlungswirkung der Grundrechte für die Auslegung der Generalklausel „Sittenwidrigkeit“ (mittelbare Drittwirkung). Die Sammlung der Beschwerdeführerin sei nämlich Teil der durch Art. 4 Abs. 2 GG geschützten Religionsausübung.
Dazu führt das Gericht aus: Das Grundrecht aus Art. 4 Abs. 1 und 2 GG stehe nicht nur Kirchen, Religions- und Weltanschauungsgemeinschaften zu, sondern auch Vereinigungen, die sich nicht die allseitige, sondern nur die partielle Pflege des religiösen oder weltanschaulichen Lebens ihrer Mitglieder zum Ziel gesetzt haben („religiöse Vereinigungen“). Folglich sei die Landjugendbewegung geeignet, Trägerin des Grundrechts zu sein.
Das Grundrecht der ungestörten Religionsausübung, Art. 4 Abs. 2 GG, sei an sich im Begriff der Glaubens- und Bekenntnisfreiheit, Art. 4 Abs. 1 GG, enthalten. Die „Religionsausübung“ müsse weit ausgelegt werden, da Art. 4 keinen Gesetzesvorbehalt kenne, nicht nach Art. 18 verwirkbar und an anderen Stellen der Verfassung zusätzlich geschützt sei. Zwar verbiete die weltanschauliche Neutralität grundsätzlich eine weltanschaulich gebundene Interpretation von Rechtsbegriffen. Wo in einer pluralistischen Gesellschaft die Rechtsordnung gerade das religiöse oder weltanschauliche Selbstverständnis voraussetze, würde der Staat die gewährte Eigenständigkeit aber umgekehrt verletzen, wenn er bei der Auslegung der sich aus einem bestimmten Bekenntnis oder einer Weltanschauung ergebenden Religionsausübung deren Selbstverständnis nicht berücksichtigen würde. Nach dem Selbstverständnis der Landjugendbewegung handle es sich beim Sammeln der Lumpen um eine karitative Tätigkeit, weil sie aus religiösen Motiven erfolgt sei. Demnach sei der Schutzbereich der Religionsfreiheit eröffnet.

## Beurteilung
Der Lumpensammlerfall hat die Rechtsprechung des Bundesverfassungsgerichts zur Religionsfreiheit erheblich geprägt.

### Persönlicher Schutzbereich
Zunächst behandelt der Beschluss die wichtige Frage, wer Träger des Grundrechts Religionsfreiheit ist („persönlicher Schutzbereich“). Unbestritten war, dass jeder Mensch sich auf die Religionsfreiheit berufen kann. Unproblematisch schien auch, dass Religions- und Weltanschauungsgemeinschaften ungeachtet der Rechtsform Träger des Grundrechts sind. Bei der Landjugendbewegung war das dagegen unklar. Unschädlich war zwar, dass es ihr am „Körperschaftsstatus“ fehlte. Anders als etwa die katholische Kirche selbst pflegte die Landjugendbewegung das katholische Bekenntnis aber nicht umfassend, sondern nur partiell, nämlich hinsichtlich der Arbeit mit Jugendlichen. Die Entscheidung des Bundesverfassungsgerichts, auch solche religiösen Vereine als Träger der Religionsfreiheit anzuerkennen, war im Hinblick auf deren große Bedeutung (vgl. Caritas, Diakonische Werke) richtungsweisend. Sie hat eine Parallele in der entsprechenden Auslegung des Kirchlichen Selbstbestimmungsrechts.

### Sachlicher Schutzbereich
Indem das Gericht den Art. 4 Abs. 2 GG als im Absatz 1 enthalten sah, begründete es das Verständnis des Art. 4 als einheitliches Grundrecht.
Die prinzipielle Anerkennung der Landjugendbewegung als Trägerin dieses Grundrechts sagt aber noch nichts darüber aus, ob konkret das Lumpensammeln überhaupt als Religionsausübung geschützt ist. Als das Gericht auch diese Frage bejahte, bekannte es sich zu einer sehr weiten Auslegung der Religionsfreiheit. Dieses Verständnis dominiert bis heute die Rechtsprechung des Bundesverfassungsgerichts zu Art. 4 GG. Wichtig ist auch, dass es maßgeblich auf das Selbstverständnis des Grundrechtsträgers ankommen soll, wenn zu klären ist, ob es sich um Religionsausübung handelt. Der Fall zeigt das sehr deutlich: während der Lumpensammler sein Gewerbe ausübt, macht die Landjugendbewegung nach Ansicht des Gerichts mit der äußerlich gleichen Tätigkeit von ihrer Religionsfreiheit Gebrauch. Das Abstellen auf das jeweilige Selbstverständnis ist daher nicht unumstritten geblieben. Das Gericht selbst hat zwar auch in späteren Entscheidungen daran festgehalten, das weite Verständnis aber andererseits dadurch wieder eingeschränkt, dass es sich „auch tatsächlich, nach geistigem Gehalt und äußerem Erscheinungsbild, um eine Religion und Religionsgemeinschaft handeln“ müsse. Dies im Streitfall zu prüfen und zu entscheiden, obliege den staatlichen Organen, letztlich den Gerichten (vgl. den Baha'i-Beschluss).

### Mittelbare Drittwirkung
Schließlich übertrug das Gericht im Lumpensammlerfall seine Rechtsprechung zur mittelbaren Drittwirkung der Grundrechte, die es im Lüth-Urteil für die Meinungsfreiheit entwickelt hatte, auf die Religionsfreiheit. Zwar entfalten Grundrechte keine unmittelbare Drittwirkung, weshalb der Lumpensammler nicht durch die Religionsfreiheit der Landjugendbewegung verpflichtet wird. Die wertausfüllungsbedürftige Generalklausel der Sittenwidrigkeit aber muss von den Instanzgerichten, hier dem Landgericht, mit Rücksicht auf die objektive Werteordnung des Grundgesetzes ausgelegt werden, weil sie als Teil des Staates ihrerseits grundrechtsverpflichtet sind.